# 奥鲁瓦 (上比利牛斯省)
奥鲁瓦（法語：Oroix）是法国上比利牛斯省的一个市镇，属于塔布区（Tarbes）莱谢河畔博尔代雷县（Bordères-sur-l'Échez）。该市镇总面积8.9平方公里，2009年时的人口为120人。

## 人口
奥鲁瓦人口变化图示